# University at Buffalo (CDP, New York)
University at Buffalo est une census-designated place du comté d'Érié, dans l'État de New York, aux États-Unis. En 2020, elle compte une population de 6 798 habitants.